# 包岑
包岑（德語：Bautzen，德語發音：[ˈbaʊ̯t͡sn̩] ⓘ，1868年之前官方名称：Budissin；上索布语：Budyšin，[ˈbudɨʃin] ⓘ；下索布语：Budyšyn，[ˈbudɨʃɨn]，[ˈbudɪʃiːn]，[buˈd͡ʑiʂɨn]）是德国萨克森州的市镇，也是包岑县的县治。总面积为66.67平方千米，截至2023年12月31日总人口为38,039人。它座落于施普雷河岸边，小行星11580号以该市的名字命名。
包岑常被认为是上卢萨蒂亚非正式性的历史首府。它是索布人最重要的文化中心。

## 友好城市
- 法國 德勒